# 国王行進曲
国王行進曲（こくおうこうしんきょく、スペイン語: Marcha Real）は、スペインの国歌および王室歌。音訳はマルチャ・レアル。歌詞が無い、曲だけのアンセムの一つ。

## 概要
スペインの国歌はヨーロッパ最古の国歌の一つで、その起源は不明である。その最初の記録は、1761年にマヌエル・デ・エスピノーサ(Manuel de Espinosa)が書いた『スペイン歩兵の信号ラッパの命令の本』（Libro de Ordenanza de los toques militares de la Infantería Española）に登場する。曲は「擲弾兵行進曲」（La Marcha Granadera）と題され、作曲者は不明である。
1770年にカルロス3世はこの曲を公式な「名誉の行進曲」とし、それにより公式行事や儀式といった演奏の場が与えられることになった。王室が来臨している公式行事で常に演奏されたため、スペインの民衆はすぐにこの曲を国歌とみなすようになり、「国王行進曲」と呼ぶようになった。
1857年にロシアのバラキレフが作曲した管弦楽曲である『スペイン行進曲の主題による序曲』作品6は「国王行進曲」を主題としている。
スペイン第一共和政とスペイン第二共和政では「リエゴ賛歌」が「国王行進曲」にとって替わって国歌となった。しかし、スペイン内戦の終結の際に、フランコが「国王行進曲」を旧名の「擲弾兵行進曲」に改めた上でふたたび国歌に戻した。
スペイン1978年憲法の制定後の国王行進曲はフランシスコ・グラウ(Francisco Grau)に委任されたものである。1997年の10月に王室令は国歌としての「国王行進曲」の公的な使用の慣例化を公布した。現在においても歌詞をつける動きがあるが、バスク、カタルーニャなどの複雑な国内事情などもあり、実現に至っていない。

### 著作権問題
「国王行進曲」は20世紀初頭にペレス・カサスによって作曲されたため、著作権は失効していなかった。そのためスペイン政府は、将来的に発生しかねない法的問題を回避するため、1997年にペレス・カサスから1億3000万ペセタ（約1億円）で購入した。そのため、著作権は文化省に帰属し、使用には著作権料が生じていた。支払いを回避するために、1997年、フランシスコ・グラウによって改定された国王行進曲は、著作権が政府に無償で譲与されたが、パブリックドメインにはなっていない。

## 歌詞
「国王行進曲」は元来歌詞がなかったが、過去には歌詞が書かれて使用された。一つはアルフォンソ13世の治世、もう一つはフランコ独裁体制の時代である。そのどちらも今は公式の歌詞ではない。

### 歌詞の公募
スペインオリンピック委員会（COE）のアレハンドロ・ブランコ会長は、2007年アンフィールドで大合唱となるユール・ネヴァー・ウォーク・アローンを聴いた際、2016年のオリンピックに向けて「国王行進曲」の歌詞を決めたいとした。2016年、スペインのテレビ局テレシンコはその意向を踏まえ、「国王行進曲」の歌詞の公募をし、25種類の歌詞をウェブサイトに掲載し、40,000もの票が集まった。選ばれたエンリケ・エルナンデス・ルイケによる歌詞の「国王行進曲」は、パストラナのロンダ・デ・アランスエケ合唱団の合唱で放映された。
しかし、COEは再度公募を開始、2000件から7000件の応募があった（この件数は情報源によって異なる）。そこではパウリーノ・クベロによる歌詞が選ばれたが、スペイン万歳（Viva España）という言葉が含まれていたために左派などを中心とする猛反発を受け、5日後に撤回された。

## 過去の歌詞

### アルフォンソ13世時代版
| Eduardo Marquina 作詞 Gloria, gloria, corona de la Patria, soberana luz que es oro en tu Pendón. Vida, vida, futuro de la Patria, que en tus ojos es abierto corazón. Púrpura y oro: bandera inmortal; en tus colores, juntas, carne y alma están. Púrpura y oro: querer y lograr; Tú eres, bandera, el signo del humano afán. Gloria, gloria, corona de la Patria, soberana luz que es oro en tu Pendón. Púrpura y oro: bandera inmortal; en tus colores, juntas, carne y alma están. | 和訳 栄光あれ、栄光あれ、祖国の王冠よ 至上の光に満ちたる あなたの象徴は黄金なり 生命よ、生命よ、祖国の未来よ あなたの眼差しに宿るは 寛大な心なり 赤紫の王位と黄金：不滅の旗印 御旗の内に、肉体と魂は共にあり 赤紫の王位と黄金：望みと獲得 あなたは、象徴なり、人間の渇望の印なり 栄光あれ、栄光あれ、祖国の王冠よ 至上の光に満ちたる あなたの象徴は黄金なり 赤紫の王位と黄金：不滅の旗印 御旗の内に、肉体と魂は共にあり |

### フランコ独裁時代版
| José María Pemán 作詞 ¡Viva España! Alzad los brazos, hijos del pueblo español, que vuelve a resurgir. Gloria a la Patria que supo seguir, sobre el azul del mar el caminar del sol. ¡Triunfa España! Los yunques y las ruedas cantan al compás del himno de la fe. Juntos con ellos cantemos de pie la vida nueva y fuerte de trabajo y paz. | 和訳 スペイン万歳！ 武器を取れ、 スペイン人民の子供達よ 再び帰り蘇る人々よ 祖国に栄光あれ 海の青き流れと太陽の辿る道を知った祖国に スペインの勝利！ 金床と車輪が 韻律を奏でる 信念の賛歌を それらと共に立ちあがり歌おう 困難と安息から生まれる力強い新たな生命を |